# Kallipatejra
Kallipatejra (Καλλιπάτειρα „Córka pięknego ojca”), znana też pod imieniem Ferenike (Φερενίκη „Niosąca zwycięstwo”) – Greczynka; jedyna znana kobieta, która złamała zakaz zabraniający przedstawicielkom jej płci obecności na starożytnych igrzyskach olimpijskich. Wydarzenie to miało miejsce podczas 98 olimpiady (388 p.n.e.). Jej historię przytacza w swojej Wędrówce po Helladzie (V 6,7-8) Pauzaniasz.
Była córką słynnego pięściarza Diagorasa z Rodos. Straciwszy wcześnie męża, w męskim przebraniu trenera towarzyszyła swojemu synowi, Pejsidorosowi, w drodze na igrzyska w Olimpii. Gdy Pejsidoros zwyciężył w zawodach bokserskich, uradowana Kallipatejra przeskoczyła przez barierę oddzielającą sektor dla sędziów, a rozchylone szaty ujawniły wówczas jej prawdziwą płeć. Zgodnie z prawem za złamanie zakazu powinna zostać była ukarana śmiercią, jednak w uznaniu dla sportowych dokonań jej rodziny (zwycięzcami igrzysk byli jej ojciec, trzej bracia i syn) darowano jej życie. Od tego czasu wprowadzono jednak przepis nakazujący by sędziowie, podobnie jak zawodnicy, występowali podczas igrzysk nago.
Na motywach historii Kallipatejry oparte zostało opowiadanie Lucjana Rydla Ferenike i Pejsidoros.